# Nuoto ai Giochi della V Olimpiade - 100 metri dorso maschili
La gara dei 100 metri dorso maschili dei Giochi di Stoccolma 1912 si svolse in tre turni dal 9 al 13 luglio e vide la partecipazione di 18 atleti di 9 diverse nazionalità.
Lo statunitense Harry Hebner vinse la medaglia d'oro superando in finale i tedeschi Otto Fahr, allora detentore del record mondiale, e Paul Kellner.

## Primo turno
- Batteria 1

| Pos. | Atleta        | Nazione     | Tempo  | Note |
| ---- | ------------- | ----------- | ------ | ---- |
| 1    | Harry Hebner  | Stati Uniti | 1'21"0 | Q,   |
| 2    | Otto Gross    | Germania    | 1'24"0 | Q    |
| 3    | Åke Bergman   | Svezia      | 1'33"8 |      |
| -    | Oscar Schiele | Germania    | -      | SQ   |

- Batteria 2

| Pos. | Atleta         | Nazione       | Tempo  | Note |
| ---- | -------------- | ------------- | ------ | ---- |
| 1    | Otto Fahr      | Germania      | 1'22"0 | Q    |
| 2    | George Webster | Gran Bretagna | 1'29"4 | Q    |
| 3    | Hugo Lundevall | Svezia        | 1'46"8 |      |
| -    | János Wenk     | Ungheria      | -      | SQ   |

- Batteria 3

| Pos. | Atleta         | Nazione  | Tempo  | Note |
| ---- | -------------- | -------- | ------ | ---- |
| 1    | András Baronyi | Ungheria | 1'22"0 | Q    |
| 2    | Paul Kellner   | Germania | 1'26"0 | Q    |
| 3    | Harry Svendsen | Norvegia | 1'47"2 |      |
| -    | Oscar Grégoire | Belgio   | -      | SQ   |

- Batteria 4

| Pos. | Atleta         | Nazione       | Tempo  | Note |
| ---- | -------------- | ------------- | ------ | ---- |
| 1    | Bert Haresnape | Gran Bretagna | 1'27"0 | Q    |
| 2    | Erich Schultze | Germania      | 1'27"2 | Q    |
| 3    | Gunnar Sundman | Svezia        | 1'31"2 | Q    |
| 4    | John Johnsen   | Norvegia      | 1'34"2 |      |

- Batteria 5

| Pos. | Atleta             | Nazione       | Tempo  | Note |
| ---- | ------------------ | ------------- | ------ | ---- |
| 1    | László Szentgróthy | Ungheria      | 1'26"6 | Q    |
| 2    | Frank Sandon       | Gran Bretagna | 1'31"8 | Q    |

## Semifinali
- Batteria 1

| Pos. | Atleta             | Nazione       | Tempo  | Note |
| ---- | ------------------ | ------------- | ------ | ---- |
| 1    | Harry Hebner       | Stati Uniti   | 1'20"8 | Q,   |
| 2    | Otto Fahr          | Germania      | 1'21"8 | Q    |
| 3    | András Baronyi     | Ungheria      | 1'26"2 | Q    |
| 4    | László Szentgróthy | Ungheria      | 1'26"4 |      |
| 5    | Erich Schultze     | Germania      | ?      |      |
| 6    | George Webster     | Gran Bretagna | ?      |      |

- Batteria 2

| Pos. | Atleta         | Nazione       | Tempo  | Note |
| ---- | -------------- | ------------- | ------ | ---- |
| 1    | Otto Gross     | Germania      | 1'26"0 | Q    |
| 2    | Paul Kellner   | Germania      | 1'26"2 | Q    |
| 3    | Bert Haresnape | Gran Bretagna | 1'26"8 |      |
| 4    | Frank Sandon   | Gran Bretagna | 1'32"2 |      |
| 5    | Gunnar Sundman | Svezia        | 1'35"0 |      |

## Finale
| Pos.    | Atleta         | Nazione     | Tempo  | Note |
| ------- | -------------- | ----------- | ------ | ---- |
| Oro     | Harry Hebner   | Stati Uniti | 1'21"2 |      |
| Argento | Otto Fahr      | Germania    | 1'22"4 |      |
| Bronzo  | Paul Kellner   | Germania    | 1'24"0 |      |
| 4       | András Baronyi | Ungheria    | 1'25"2 |      |
| 5       | Otto Gross     | Germania    | 1'25"8 |      |